# Il soccombente
Il soccombente è un romanzo dello scrittore austriaco Thomas Bernhard. È il primo di una Trilogia sulle Arti (musica, teatro e pittura) che l'autore scrive tra il 1983 e il 1985, cui faranno seguito: A colpi d'ascia. Una irritazione e Antichi Maestri. Commedia.

## Tema
(Bernhard)
Un ex pianista narra la fittizia vicenda — secondo la tecnica peculiare di Bernhard del Bericht (discorso indiretto) — dei rapporti d'amicizia avuti in gioventù con due colleghi di studio al Mozarteum di Salisburgo nel 1953, durante un corso di perfezionamento tenuto dal noto Vladimir Horowitz: uno dei quali è Wertheimer, l'altro Glenn Gould. Constatata l'eccezionalità di Gould quale interprete, tanto il narratore quanto Wertheimer (da Gould stesso soprannominato "Il Soccombente") cesseranno di suonare: il narratore trasferendosi all'estero, Wertheimer giungendo al suicidio — legato anche ad altri complessi fattori personali — una volta compiuti i 50 anni.

## Analisi psicologiche
Alcuni psicologi hanno citato il personaggio di Wertheimer come un esempio di narcisista nascosto. 

## Edizioni italiane
- Thomas Bernhard, Il soccombente, traduzione di Renata Colorni, Collana Fabula n. 4, Milano, Adelphi, 1985, ISBN 978-88-459-0638-1.
- Thomas Bernhard, Il soccombente, traduzione di Renata Colorni, Collana Gli adelphi n. 158, Milano, Adelphi, 1999, ISBN 978-88-459-1493-5.